# Setanta-sis
El setanta-sis és un nombre natural que segueix el setanta-cinc i precedeix el setanta-set. S'escriu 76 o LXXVI segons el sistema de numeració emprat. És el desè nombre de Lucas.

## En altres dominis
- És el nombre atòmic de l'osmi.
- Designa l'any 76 i el 76 aC.
- És un nombre d'Erdős-Woods.[2]